# PZInż 202

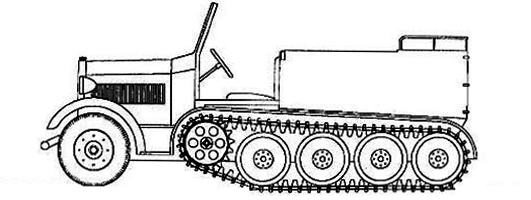
PZInż. 202

PZInż 202 – polski projekt kołowo-gąsienicowego ciężkiego ciągnika artyleryjskiego z okresu przed II wojną światową. Przewidziany do holowania przyczepy lub działa o masie do 5000 kg, jednocześnie przewożąc ładunek o masie do 1900 kg. Pojazd przewidziano też jako podstawę samobieżnego działa przeciwlotniczego. Wyposażony w silnik wysokoprężny PZInż. 135 (Saurer CR1D) o mocy 65 KM (47,8 kW). W planie było też użycie silnika gaźnikowego, PZInż. 705 o mocy 75 KM (55,2 kW). Koła nośne gąsienic zawieszone były na drążkach skrętnych, a koła przedniej osi niezależnie, na wahaczach i resorze poprzecznym. 
Prace nad ciągnikiem rozpoczęły się pod koniec 1937 lub na początku 1938 roku. Wyprodukowano jeden prototyp, badany przynajmniej od czerwca 1938 roku. Pomyślnie przeszedł próby i badania, jednakże nie został skierowany do produkcji seryjnej przed wybuchem wojny. Zdaniem J. Korbala, cena PZInż 202 wynosiłaby ponad 40 tysięcy zł i prawdopodobnie nie zostałby on przyjęty na wyposażenie armii z uwagi na równoległe opracowanie tańszego w zakupie i eksploatacji ciągnika kołowego PZInż 342. Po próbach na przełomie 1938/39 roku prototyp oczekiwał na remont i wprowadzenie poprawek, jego dalsze losy nie są znane.